# Unisys
Unisys Corporation est une société active dans le domaine de l'informatique et de la biométrie (elle est chargée d'un des programmes de Registered Travelers aux États-Unis). Anciennement spécialisée dans le développement et la fourniture de matériel et de logiciels, elle est en cours de migration vers un modèle de société de services.

## Caractéristiques

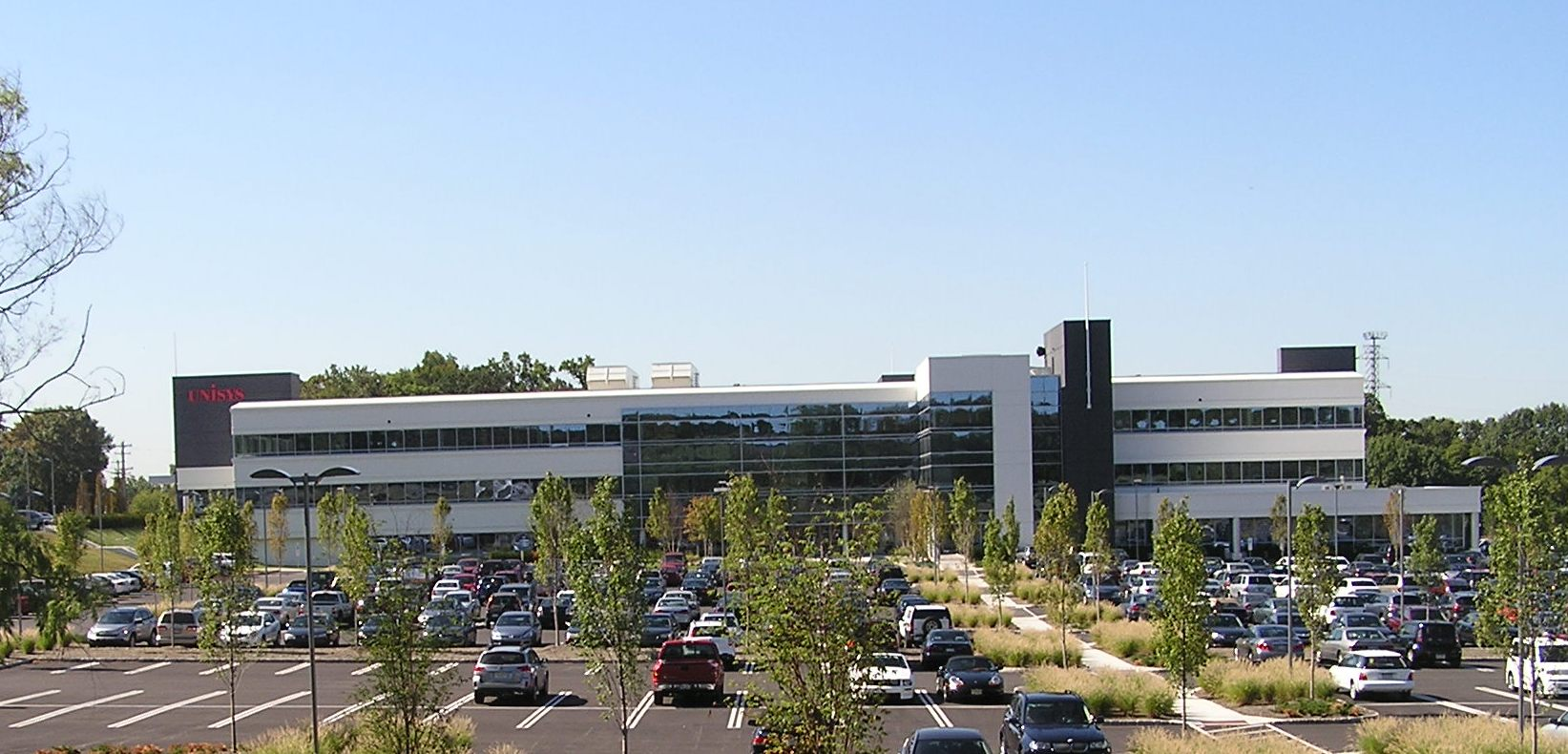
Siège social d'Unisys à Blue Bell en septembre 2010.

Unisys compte 37 000 salariés dans le monde dont 195 salariés en France en 2021 et est présente dans plus de 100 pays. Unisys a su se réinventer pendant plus de 145 ans d’innovation. La société se focalise aujourd'hui sur quatre piliers commerciaux principaux : les solutions d'informatique en nuage et d'infrastructures, les solutions numériques de bureau, les solutions informatiques pour les entreprises (notamment ses solutions dites "mainframe" fiables comme ClearPath Forward®) et les solutions en matière de processus commerciaux spécifiques, le tout avec une forte teneur de cybersécurité.

## Histoire
Unisys est issue de la fusion de Sperry Corporation et de Burroughs Corporation le 26 mai 1986.
Unisys a été choisi comme contractant par le National Weather Service pour construire le réseau de radars météorologiques national des États-Unis, NEXRAD, et s'est vu attribuer un contrat de production à grande échelle en janvier 1990,. 
Le premier de ces nouveaux radars fut terminé à l’automne 1990 à Norman (Oklahoma) comme système de démonstration et le premier radar opérationnel fut inauguré à Sterling (Virginie) le 12 juin 1992. Le dernier des 160 NEXRAD du programme, celui de North Webster (Indiana), entre en fonction le 30 août 1997.
En 2022, la société annonce un objectif d'obtenir une empreinte carbone de zéro pour 2030.

## Brevet LZW et GIF
La société s'est fait connaître en revendiquant ses droits intellectuels sur un brevet qui protégeait LZW, un algorithme de compression de données utilisé — entre autres — dans le format de fichiers GIF. Unisys est parvenu à des résultats juridiques limités pendant la période de validité de son brevet, dont la période de protection s'est finie en 2004.